# Gonzalo Escobar
Gonzalo Escobar (født 20. januar 1989 i Manta, Ecuador) er en professionel tennisspiller fra Ecuador.